# Hôpital du gouvernement italien
L'Hôpital du gouvernement italien pour les blessés de Guerre Français (également appelé Hôpital de L'ambassade d’Italie) est un ancien hôpital situé au 41, quai d'Orsay à Paris. Il est fondé en 1914 par Donna Bice Tittoni, épouse de l'ambassadeur d'Italie en France Tommaso Tittoni, pour soigner les blessés de guerre.

## Historique
À l’entrée de l'Italie en guerre aux côtés des Alliés, Donna Bice Tittoni, épouse de l'ambassadeur d'Italie en France Tommaso Tittoni, fonde l'Hôpital du gouvernement italien pour les blessés de Guerre Français au 41, quai d'Orsay, où ont été soignés des centaines d'officiers et soldats français. Elle en sera l’infirmière-major et recevra la médaille d'or des Épidémies des mains du Président du Conseil Aristide Briand.

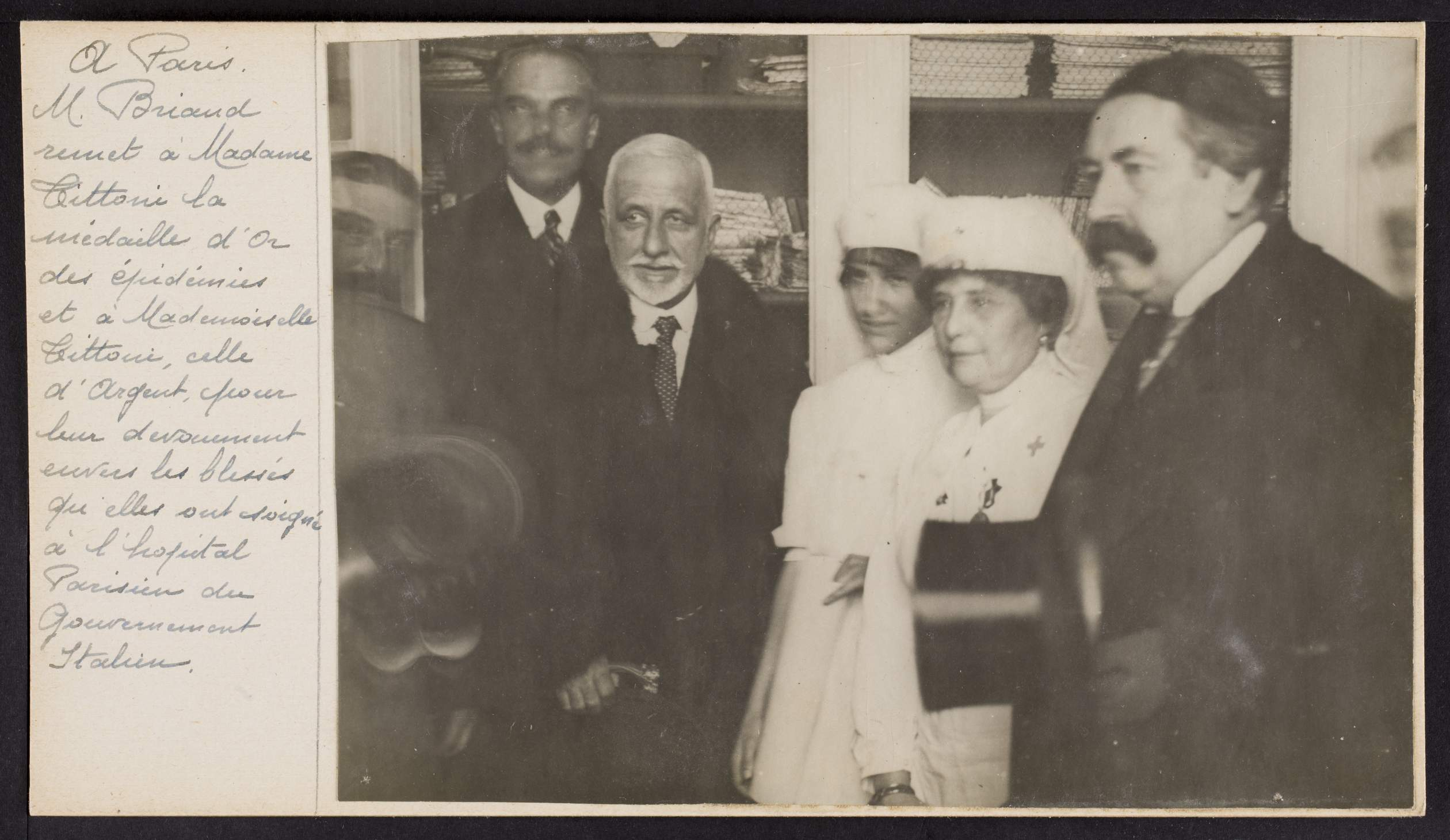
M. Briand remet à Mme Tittoni la médaille d'or des épidémies et à Mlle Tittoni celle d'argent pour leur dévouement envers les blessés qu'elles ont soignés à l'hôpital parisien du gouvernement italien.

À son départ, en novembre 1916, Mme Tittoni sera remplacée par la marquise Margherita Misciattelli, née princesse Pallavicini, dont le dévouement a été également reconnu par la médaille de vermeil des Épidémies le 25 décembre 1916, puis par la médaille d'or le 11 août 1918. Elle est aidée dans sa tâche par un groupe d'infirmières volontaires, la plupart italiennes.
Le docteur Vidal Modiano, médecin-chef de l’hôpital, est décoré de la Légion d'honneur (à titre militaire). Le roi d'Italie, Victor-Emmanuel, lors d'une visite a l’hôpital, en décembre 1918, le fait chevalier de l'Ordre de la Couronne d'Italie.

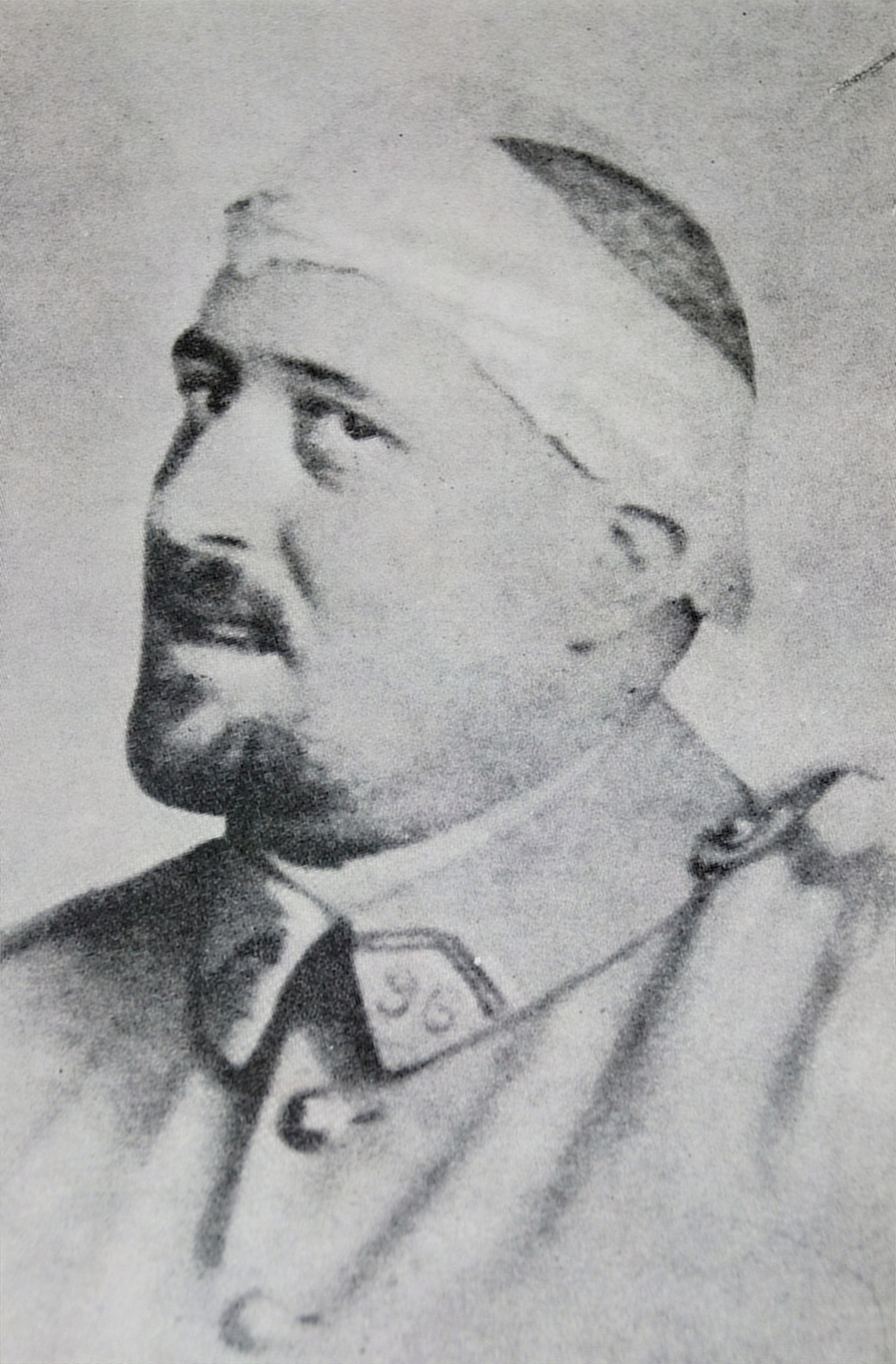
Photographie de Guillaume Apollinaire à l’hôpital Italien du Quai d'Orsay

Guillaume Apollinaire, lieutenant au 96e régiment d'infanterie, blessé à la tempe par un éclat d'obus le 17 mars 1916, sera hospitalisé et trépané dans cet hôpital.

## Activités
Cet hôpital est un des hôpitaux complémentaires de l’hôpital militaire du Val-de-Grâce. C'est un des rares hôpitaux complémentaires à disposer de la radiologie.